# Beryl Marsden
Beryl Marsden, bürgerlich Beryl Hogg (* 10. Juni 1947 in Liverpool, Lancashire, Vereinigtes Königreich) ist eine britische Pop-Sängerin, die hauptsächlich in der Merseybeat-Szene der 1960er Jahre aktiv war.

## Leben

### Entdeckung
Beryl Hogg kam 1947 in Toxteth, einem Viertel von Liverpool in einer Familie mit insgesamt zehn Kindern zur Welt. Sie sang und tanzte schon als Kind und schrieb außerdem Gedichte und Kurzgeschichten. Im Alter von 14 Jahren gewann sie mit ihrer Interpretation des Lieds Boys von den Shirelles einen örtlichen Gesangswettbewerb. Dieser Erfolg führte dazu, dass sie im Frühling 1962 von einer örtlichen Band, The Undertakers, eingeladen wurde, ihre Sängerin zu sein. Diese Band wurde daraufhin eingeladen, im Hamburger Star-Club zu spielen. Beryl war minderjährig und konnte nicht mitgehen. Stattdessen wurde sie Sängerin von Howie Caseys Band und trat mit ihnen unter anderem im Cavern Club, Blue Angel und im Iron Door Club auf.
Marsden fiel Bob Wooler, dem Discjockey des Cavern Club, auf, der ihr Brian Epstein vorstellte und ihn ihr als möglichen Manager empfahl. Vor dem Hintergrund, dass Epstein bereits diverse Künstler vertrat und sie sich daher nur begrenzte Aufmerksamkeit von ihm versprach, entschied sich Marsden stattdessen für Joe Flannery, den Manager von Lee Curtis and the All-Stars, eine erfolgreiche britische Beat-Gruppe der frühen 1960er Jahre, die gerade Pete Best mit aufgenommen hatte. Epstein nahm daher 1963 Cilla Black als seine einzige weibliche Künstlerin unter Vertrag. Dadurch verlor Marsden auch die Chance, die Lennon/McCartney-Komposition Love of the Loved aufzunehmen, die dann im September 1963 Cilla Blacks Debütsingle wurde und die Top 30 der britischen Single-Charts erreichte.
Etwa zur selben Zeit kam es zur Wahl ihres Künstlernamens. Entgegen der weitläufigen Meinung benannte sie sich nicht nach Gerry Marsden, der ihr zwar als Frontsänger von Gerry and the Pacemakers bekannt war, dessen Nachname ihr bis dahin aber nicht geläufig war. Sie wählte „Beryl Marsden“ auf dessen eigenen Vorschlag hin in Anlehnung an Bill Marsden, den damaligen Betreiber des Majestic Ballroom in Birkenhead.

### Solokarriere
Joe Flannery verschaffte Marsden im Frühling 1963 einen Plattenvertrag bei Decca Records, wo man ihr Mike Leander (Rolling Stones, Marianne Faithfull, Gene Pitney, Joe Cocker etc.) als Produzenten zur Seite stellte. Die erste Singleveröffentlichung war im August 1963 eine Coverversion von I Know (You Don’t Love Me No More), was 1961 ein US-Top-3-Hit für Barbara George gewesen war. Sie stellte die Single in Fernsehsendungen wie Thank Your Lucky Stars vor und die Leser der Zeitschrift Mersey Beat wählten sie zur „Best Female Singer“, aber die Single konnte die Charts dennoch nicht erreichen.
Dem folgte im Januar 1964 eine Coverversion von When the Lovelight Starts Shining Through His Eyes, dem ersten US-Top-40-Hit der amerikanischen Girlgroup The Supremes; ein Lied, das kurz danach von Dusty Springfield für ihr Debütalbum A Girl Called Dusty aufgenommen wurde. Die B-Seite, Love is Going to Happen to Me, wurde von Lesley Duncan geschrieben. Während eines Engagements im Hamburger Star-Club veröffentlichte Decca Records im April 1964 das Album At the Cavern (Katalognummer: LK 4597), das neben Live-Aufnahmen der Fortunes, Dave Berry und Bern Elliott and the Fenmen auch Beryl Marsdens Version des Doris-Day-Klassikers Everybody Loves a Lover enthielt. Ihr Vertrag mit Decca lief daraufhin aus und wurde nicht erneuert.
Nach der Rückkehr nach Großbritannien zog Marsden 1965 nach London, wo sie in einem von Künstlern frequentierten Pub in Soho Tony Stratton-Smith, den späteren Manager von The Nice und Genesis, kennenlernte. Stratton-Smith brachte sie beim britischen EMI-Abzweig von Columbia Records unter, wo sie mit dem Arrangeur und Dirigenten Ivor Raymonde zusammenarbeitete, der vor allem für seine Arbeit mit Dusty Springfield bekannt war. Das an den Stil der US-Sängerin Timi Yuro angelegte Stück Who You Gonna Hurt? war im Oktober 1965 Marsdens erste Single für Columbia. Sie erreichte die NME-Top-30 und wurde auch in den USA bei Capitol Records veröffentlicht.
Als nächste Single bestand Marsden auf einem Cover von Music Talk, der B-Seite von Stevie Wonders Single Hi-Heel Sneakers von 1965. Die B-Seite, Breakaway (auch als Break-a-way bekannt), stammte aus der Feder von Jackie DeShannon und wurde vor allem durch die Versionen von Irma Thomas (US) und der Rolling Stones (UK) bekannt. Um die Single zu promoten, nahm Marsden im Dezember 1965 neben The Moody Blues und The Paramounts an der letzten Englandtour der Beatles teil. Im März 1966 trat sie in der ARD-Musiksendung Beat, Beat, Beat auf. Die letzte Columbia-Single, What She's Got (That I Ain't Got), erschien im April 1966. Die B-Seite war wieder ein Motown-Song, R. Dean Taylors Let's Go Somewhere.

### Gruppen
1966 ging Marsden kurzzeitig mit Peter Green aus. Dieser war gerade dabei, zusammen mit Peter Bardens (Keyboard), Mick Fleetwood (Schlagzeug), und Rod Stewart (Gesang und Mundharmonika) eine Band zu formen. Shotgun Express, mit Beryl Marsden als zusätzlicher Sängerin, wurde im Mai 1966 gegründet und wurde mit Coverversionen von Soul- und R&B-Nummern US-amerikanischer Plattenfirmen wie Atlantic und Stax eine populäre Band für Club-Gigs. Die Band veröffentlichte zwei Singles (und eine EP für den französischen Markt) bei EMI, löste sich aber bereits Anfang 1967 wieder auf. Sie diente vor allem als Sprungbrett für die weitere Karriere der einzelnen Bandmitglieder.
Vergleichbar kurzlebig war Marsdens Zeit mit der amerikanischen Girlgroup The She Trinity, der sie im Summer 1967 beitrat, nachdem sie von deren Schlagzeugerin Robin Yorke angesprochen worden war. Marsden war jedoch auf keiner der Plattenaufnahmen zu hören. Sie ging mit der Gruppe auf Tour, darunter Clubauftritte in Deutschland und Paris. 1968 trennte sie sich bereits wieder von The She Trinity. Anfang 1970 war sie als Background-Sängerin auf der Aufnahme von John Lennons Instant Karma! zu hören.

### Spätere Jahre
In den 1970er Jahren wurde es ruhiger um Beryl Marsden. Sie zog zurück nach Liverpool, heiratete 1970 und bekam 1971 ihr zweites und 1973 ihr drittes Kind (das erste hatte sie bereits 1964 zur Welt gebracht). Sie trat noch vereinzelt auf und kam auch wieder mit Tony Stratton-Smith zusammen, der mit ihr eine Version von All Along the Watchtower aufnahm, die nie veröffentlicht wurde.
Sie spielte kurzzeitig in der Gruppe Sinbad mit Paddy Chambers, Dave Irving und Geoff Workman, der später mit Queen arbeitete. Um 1974 sie ihre eigene Beryl Marsden Band, die örtlich auftrat und sich später Gambler nannte. Die Band löste sich auf, als Marsden 1978 wieder nach London zog. Dort bot ihr MAM, eine Unterabteilung von EMI, einen Plattenvertrag an. Unter dem neuen Künstlernamen „Lynn Jackson“ erschien 1979 die Single Sad Songs, geschrieben von den Alessi Brothers. Die Single bekam keine Promotion und MAM wurde kurz danach eingestellt.
1980 nahm sie in Hamburg neben früheren Größen der 1960er Jahre wie Tony Sheridan, P. J. Proby und Cliff Bennett an einer Sixties-Revival-Show teil. Ihre Live-Darbietung von Arthur Alexanders A Shot of Rhythm and Blues wurde auf dem dazugehörigen Soundtrack-Album, Live in Hamburg '80 (Rock'n'Roll is Still Alive...) (Palm Records 7002) veröffentlicht. Eine Wiedervereinigung mit ihrem früheren Bandkollegen bei Shotgun Express, Peter Bardens, führte 1981 zur Single I Video auf PVK Records, zu der Bardens bereits die Tonspur aufgelegt hatte, aber noch einen Sänger suchte.
Mitte bis Ende der 1980er Jahre tourte sie mit Martha Reeves, Bros und T’Pau und sang Background für Sandie Shaw. Anfang der 1990er Jahre war sie Teil von Phil Sawyers New-Age-Projekt Beautiful World, das zwei kommerziell erfolgreiche Alben herausbrachte. 1997 erschien das von ihr und Denis Haines von den Hollies geschriebene Stück Hello Stranger auf dem Soundtrack des Films 9½ Wochen in Paris (als „Beryl Marsden & Gospel Garden“). 1999 war ihre Version von When the Lovelight Starts Shining Through His Eyes von 1964 auf The Girls' Scene (Deram Records), einem Sampler von Girlgroup-Musik der 1960er Jahre, zu hören.
Im Februar 2011 war sie in der Fernsehdokumentation I Was There: When the Beatles Played the Cavern des Senders ITV zu sehen. Im Juni 2013 wurde im Cavern Club (der heute in der Mathew Street liegt) das Minimusical One Dream: The Beryl Marsden Story aufgeführt. Marsden trat jeweils am Ende der Show selbst auf. 2014 wurde sie in der dreiteiligen ITV-Fernsehserie Cilla über das Leben der Sängerin Cilla Black von der Schauspielerin Gemma Sutton dargestellt.
Beryl Marsden lebt heute in einem Vorort von London. Sie hat drei erwachsene Kinder und sechs Enkel. Sie tritt noch gelegentlich auf, unter anderem beim jährlichen Liverpool International Music Festival.

## Diskografie

### Solo-Singles als Beryl Marsden
- 1963: "I Only Care About You" / "I Know (You Don't Love Me No More)" (Decca F 11797)
- 1964: "When the Lovelight Starts Shining Through His Eye" / "Love Is Going to Happen to Me" (Decca F 11819)
- 1965: "Who You Gonna Hurt?" / "Gonna Make Him My Baby" (Columbia DB 7718)
- 1965: "Music Talk" / "Breakaway" (Columbia DB 7797)
- 1966: "What She's Got (That I Ain't Got)" / "Let's Go Somewhere" (Columbia DB 7888)
- 1981: "I Video" / "Hungry for You" (PV 107)
- 2007: "Baby It's You" (Lone Boy Records LBMCD08)

### Solo-Singles als Lynn Jackson
- 1979: "Sad Songs" / "Disco Hero" (MAM 188)

### Singles mit Shotgun Express
- 1966: "I Could Feel the Whole World Turn Around" / "Curtains" (Columbia DB 8025)
- 1967: "Funny 'Cos Neither Could I" / "Indian Thing "(Columbia DB 8178)

### Compilations
- 2012: Changes: The Story of Beryl Marsden (RPM Records RETRO 903)